# 愛爾蘭眼睛島

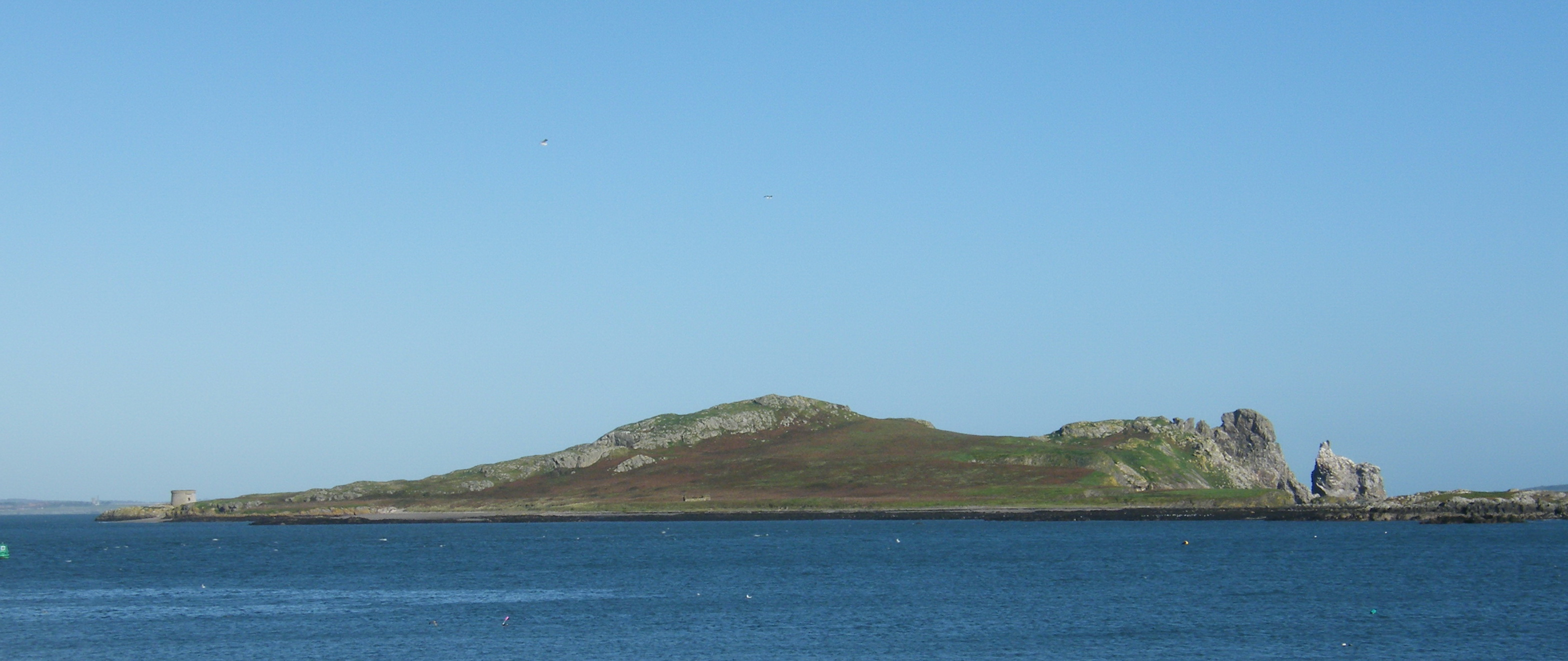

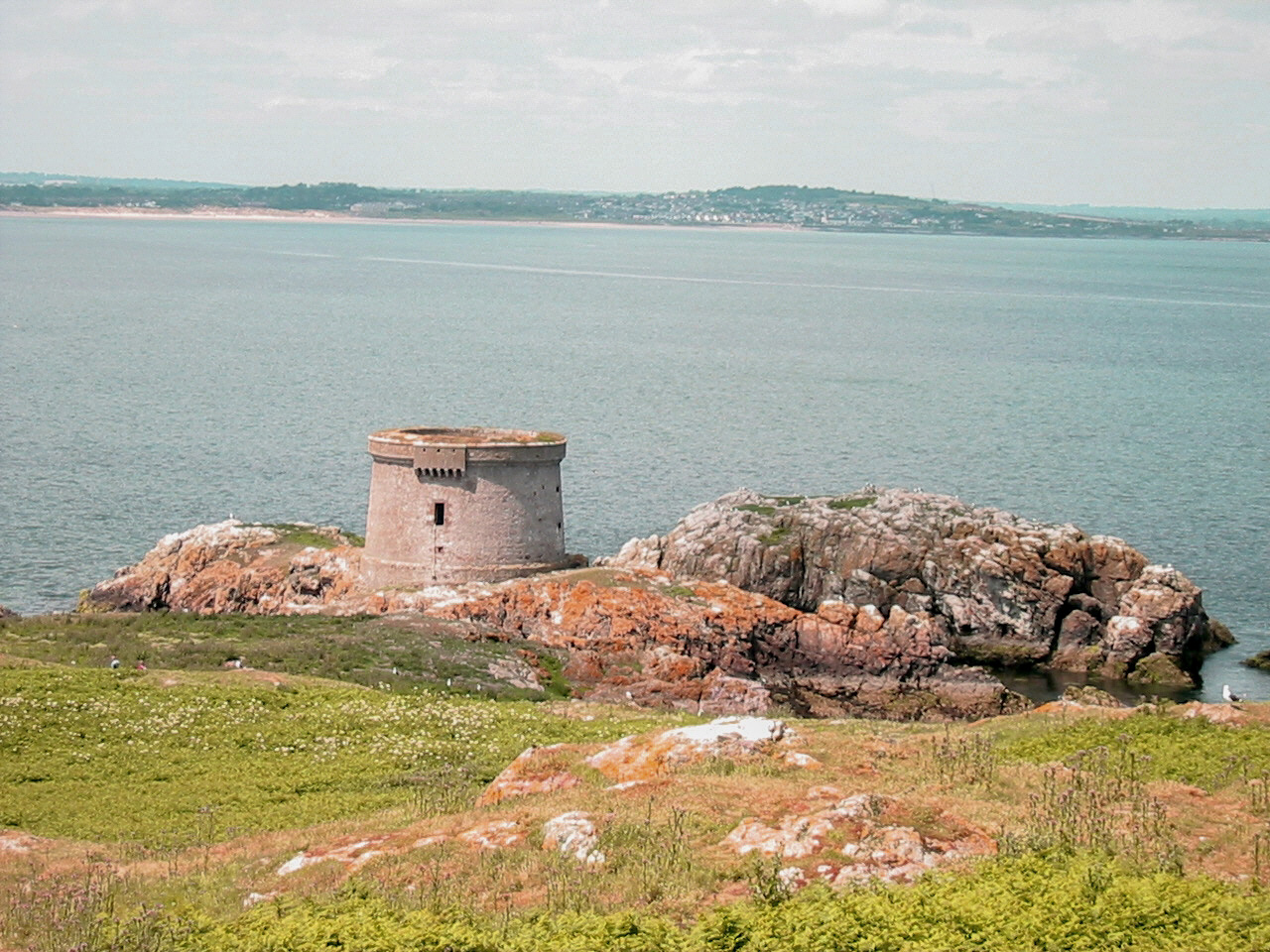

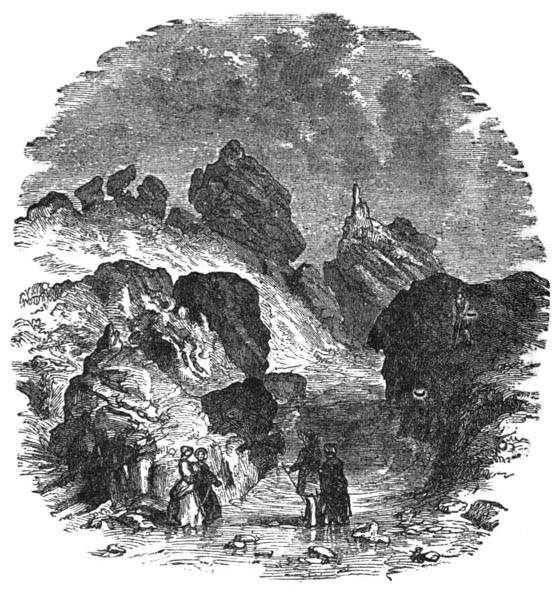

愛爾蘭眼睛島是愛爾蘭的島嶼，位於大西洋海域，由芬戈郡負責管轄，面積0.24平方公里，最高點海拔高度69米，該島曾經是都柏林的一部分，島上無人居住。

## 外部連結
- Birdwatch Ireland
- Island Views （页面存档备份，存于）

53°24′19″N 6°03′49″W / 53.40528°N 6.06361°W